# 富山県道192号猪谷停車場線
富山県道192号猪谷停車場線（とやまけんどう192ごう いのたにていしゃじょうせん）は富山県富山市内を通る一般県道である。

## 概要

### 路線データ
- 起点：猪谷停車場（富山県富山市猪谷）
- 終点：富山県富山市猪谷（国道41号交点）
- 実延長：109m

## 沿革
- 1960年（昭和35年）4月23日 - 認定[1]

## 地理

### 通過する自治体
- 富山県富山市

### 接続する道路
- （起点：富山市猪谷、「猪谷駅」前）
- 国道41号（越中東街道）（終点：猪谷交差点）

### 周辺
- JR高山本線 猪谷駅
- 細入郵便局
- 西猪谷関所
- 神通川